# كمبوزر
كمبوزر (بالإنجليزية: KompoZer)‏، برنامج لتحرير لغة رقم النص الفائق (بالإنجليزية: HTML)‏ مفتوح المصدر مبني على إن في يو. صدر الإصدار رقم 0.7.1 في 8 يوليو، 2006. البرنامج متاح لأنظمة التشغيل ويندوز ولينكس وماكنتوش.
في مارس 2007، اختير في داونلود.كوم كأفضل بديل مجاني لأدوبي كريتيف سوت، حيث كان إيجابيا مع أدوب دريمويفر.

## الإصدارات
صدرت لكمبوزر 5 إصدارات،‌ بدأ من 8 يوليو، 2006. وانتهاءً ب30 أغسطس، 2007.
| الإصدار | تاريخ الإصدار  |
| ------- | -------------- |
| 0.7.1   | 8 يوليو، 2006  |
| 0.7.5   | 14 يوليو، 2006 |
| 0.7.7   | 23 يوليو، 2006 |
| 0.7.9   | 14 يوليو، 2007 |
| 0.7.10  | 30 أغسطس، 2007 |